# Парсенцько
Парсенцько (пол. Parsęcko) — село в Польщі, у гміні Щецинек Щецинецького повіту Західнопоморського воєводства.
Населення — 951 особа (2011).

## Демографія
Демографічна структура станом на 31 березня 2011 року:
|          | Загалом | Допрацездатний вік | Працездатний вік | Постпрацездатний вік |
| -------- | ------- | ------------------ | ---------------- | -------------------- |
| Чоловіки | 465     | 84                 | 345              | 36                   |
| Жінки    | 486     | 88                 | 316              | 82                   |
| Разом    | 951     | 172                | 661              | 118                  |